# Беспоповство

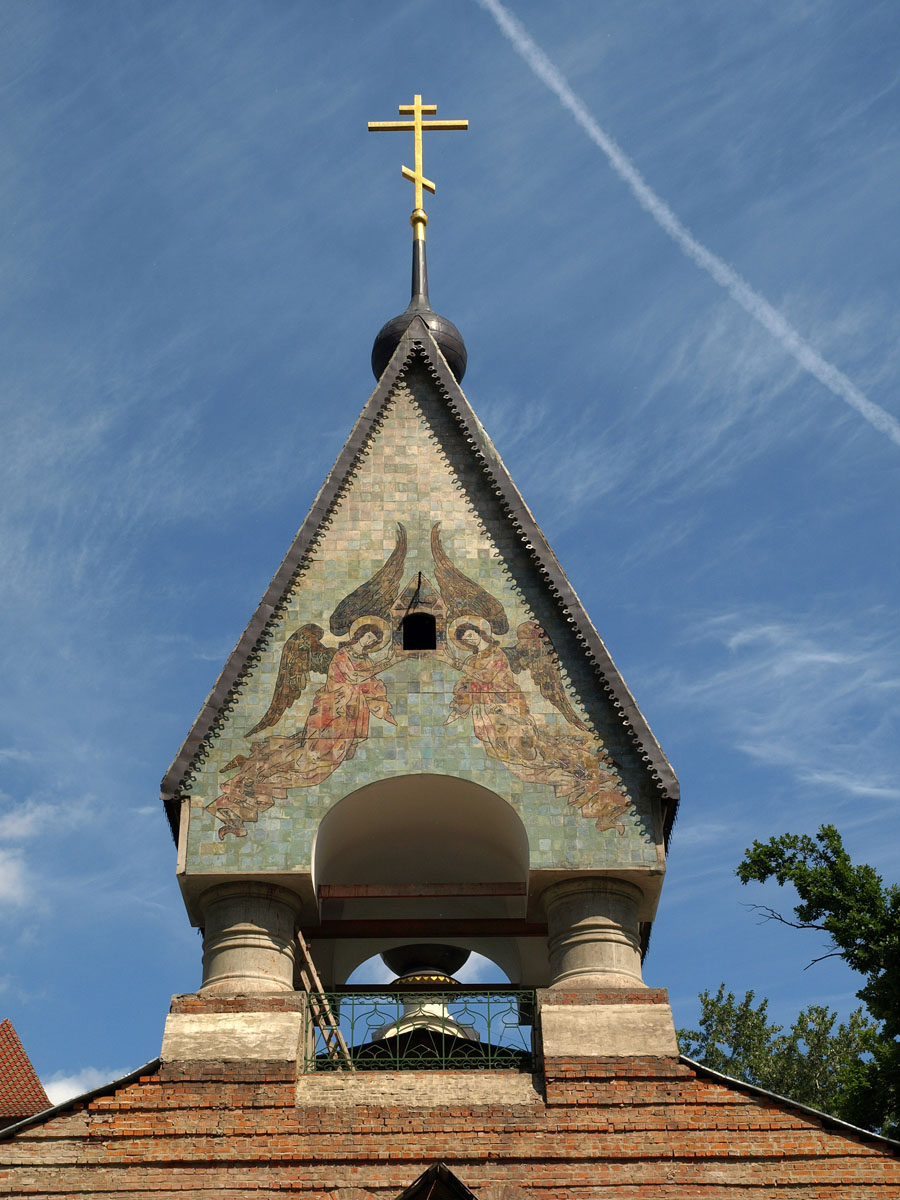
Поморская Церковь Воскресения Христова и Покрова Богородицы в Токмаковом переулке (Москва).

Беспопо́вство — одно из двух основных направлений русского старообрядчества, последователи которого не имеют духовенства. Возникло в конце XVII века, по смерти священников «старого» рукоположения, то есть поставленных в Русской Церкви до церковной реформы патриарха Никона (середина XVII века), отрицается необходимость священства для спасения души.

## История и особенности вероучения
Старообрядцы, именующие себя: древлеправославные христиане иже священства не приемлющие, оставшись совершенно без священников, стали в быту называться беспоповцами. Областью зарождения беспоповства стал Русский Север — Великий Новгород и Поморье. В 1694 и 1696 году состоялись в Новгороде беспоповские соборы, на которых было выработано учение об уже совершившемся воцарении антихриста и вытекающем отсюда убеждение в прервавшейся благодати священства и прекращении церковной иерархии (проповедь духовного антихриста трактовалась как совокупность ересей, проникших в Русскую Церковь). Из этого следовало исчезновение таких церковных таинств, совершаемых только священниками, как причащение, миропомазание, елеосвящение, священство и брак. Крещение же и исповедь стали совершаться выборными мирянами. Существует мнение, что беспоповство, таким образом, стало своеобразной формой Реформации.
Отвержение таинства брака, однако, не было принято достаточно большой частью сторонников иных взглядов. По вопросам брака у беспоповцев произошло разделение на приемлющих и неприемлющих брак. Высказывалось суждение, что все должны вести безбрачную жизнь. На соборах брачное супружество было совершенно отвергнуто. Последователи соборного решения начали называться безбрачниками, федосеевцами — по имени наиболее яркого проповедника и установителя безбрачия Феодосия Васильева. Феодосиевцы (федосеевцы) создали в 1771 году в Москве общину на Преображенском кладбище. Также первоначально таких взглядов придерживались и представители поморского согласия под руководством братьев Денисовых и отошедшего от них филлиповского согласия, проповедовавшего самосожжение во спасение души. Наиболее же радикально в данном вопросе, а также и в других нетовское согласие. У нетовцев нет храмов, служб, обрядов; сами они называют себя «спасовцами», так как верят только в Спаса.
Другая часть беспоповцев получила название брачников. Решила, что обряд бракосочетания может совершать мирянин, и развернуто обосновывала это в сочинениях Василия Емельянова. Таковыми например были согласия аристовцы, Аароново согласие. Также под влиянием сочинения Ивана Алексеева (Стародубского) «О тайне брака» (1762 г.) брак постепенно стал признаваться и некоторыми другими толками. Особенность его учения была в том что брак может заключаться старообрядцами и в никонианской церкви. На текущий момент брак признаётся представителями крупнейшего в России и Прибалтике поморского согласия.
Верование о пришествии царства антихриста привело к возникновению среди беспоповцев страннического, или бегунского согласия (т. н. бегуны). Старообрядцы этого течения считали, что нужно бежать, скрываться от царства антихриста. Странники не имели паспортов, отвергали военную службу, присягу, подати, налоги, некоторые из них отвергали и деньги, таких называли безденежниками.
Большинство беспоповских согласий принимает приходящих от других конфессий по первому чину, то есть вновь перекрещивают, почему и получили наименование беспоповцев-перекрещенцев. Это поморцы, федосеевцы, филипповцы, странники и др.
Другая часть не перекрещивает, это: Часовенное согласие, каменщики, кержаки, новоспасовцы, бабушкины и нетовцы (поющие, непоющие и отрицанцы), называемые также неперекрещенскими беспоповцами.
Также возникли другие, более мелкие согласия: Любушкино согласие, мельхиседеки, темноверы, зольное согласие, островное согласие, кулугуры, и другие

## Современное состояние
Крупнейшие согласие беспоповцев — поморское: к началу XXI века более 200 общин в Российской Федерации. Объединением поморцев является Древлеправославная поморская церковь. В Польше действует зарегистрированная поморская Восточная старообрядческая церковь с 4 приходами.
Федосеевское согласие представляют зарегистрированные Древлеправославная старопоморская церковь федосеевского согласия и Российский совет древлеправославной кафолической церкви федосеевского старопоморского согласия.
Общины иных согласий действуют автономно, чаще без регистрации.